# 假如，我是这世上最爱你的人
《假如，我是这世上最爱你的人》是2024年上映的中国大陆喜剧剧情片，由《一半海水一半火焰》的导演刘奋斗编剧并执导，佟丽娅领衔主演，黄明昊、李宗恒、刘丹、罗三穗主演。

## 剧情概要
自小在福利院长大的佳艺虽失去了双臂，但她天生有一股不向命运低头的倔强，她把一同在福利院生活的卷毛满多认作弟弟，两人相互支持、相依为命。佳艺偶然遇到一个仍裹着襁褓的弃婴，这唤起了她对生活的希望，为此她不得不面对众人的质疑和重重困境。

## 演员阵容
- 佟丽娅 饰演 福佳艺，失去双臂的女子，但勇敢、坚韧。
- 黄明昊 饰演 福满多，佳艺在福利院认识的弟弟，听障人，在佳艺的帮助下学会说话，两人相依为命。
- 李宗恒 饰演 张扬，热心的民警。[1]
- 刘丹 饰演 李梅，口硬心软的福利院院长。[1]
- 罗三穗 饰演 福丢丢，福佳艺捡到的弃婴。[1]
- 廖健 饰演 莽哥[2]
- 麻花 饰演 超市老板娘[2]
- 曾梦雪 饰演 张俪（特别出演）[5]
- 傅迦 饰演 停车场经理，福佳艺的上司。（友情出演）[5]
- 陈创 饰演 民政局局长（友情出演）[5][2]
- 刘名锐 饰演 张俪丈夫（友情出演）[1][2]
- 程雅昭 饰演 刘瑶（友情出演）[1][2]
- 王尔多 饰演 刘帅（友情出演）[1][2]

## 制作
该片于2021年7月获国家电影局批准立项，片名为《亲，在吗》。2023年12月5日在四川内江宣布开机，全程在内江取景拍摄，2024年2月前后杀青。

## 电影音乐
| 曲序 | 曲目 |                | 作曲           | 编曲   | 製作人 | 演唱   | 时长 |
| ---- | ---- | -------------- | -------------- | ------ | ------ | ------ | ---- |
| 1.   | 枝芽 | 张书睿、苏文浩 | 张书睿、苏文浩 | 苏文浩 | 栾慧   | 佟丽娅 | 2:52 |

## 发行
2024年7月26日发布定档预告宣布于同年8月23日在中国大陆上映。